# Crase
Pour les articles ayant des titres homophones, voir Kraz et KrAZ.
En phonétique, la crase (du grec ancien κρᾶσις / krãsis, « mélange ») est un métaplasme consistant en la contraction de la dernière voyelle (ou syllabe) d'un mot avec la première voyelle (ou syllabe) d'un mot suivant. Les deux mots ne forment alors plus qu'une unité lexicale (l'univerbation est donc fréquente). La crase se produit principalement quand l'association entre les deux mots en question est fréquente dans la langue, les mots-outils étant les plus concernés.
À la différence de la synérèse, la crase peut faire disparaître au moins un des deux éléments vocaliques.
La crase est à distinguer de l'agglutination qui consiste en la réunion d'éléments phonétiques appartenant à des morphèmes différents en un seul élément morphologique (par exemple aujourd'hui pour au jour d'hui).

## En français
Les contractions d'articles, en français, résultent souvent d'une vocalisation et d'une crase.
de le → del → du ;
 de les → des ;
 à le → au ;
 en les → ès.

## En allemand
En allemand, la crase se produit avec certaines prépositions suivies d'un article décliné.
bei dem → beim « près du, chez le »;
 in das → ins « dans le (avec mouvement) »;
 in dem → im « dans le (sans mouvement) »;
 von dem → vom « du »;
 zu dem → zum « au »;
 zu der → zur « à la ».

## En grec
Le phénomène de crase est assez fréquent en grec ancien. La syllabe qui résulte d'une crase porte la coronis, signe graphique semblable à l'esprit doux mais à l'intérieur d'un mot. Son utilisation est relativement récente et remonte aux scribes du Moyen Âge.
καὶ οὐ, kaì ou → κοὐ, kou « et... ne pas » ;
τὰ ἄλλα, tà álla → τἆλλα, tãlla « les autres [choses] » (neutre pluriel) ;
 καλὸς καὶ ἀγαθός → kalòs kaì agathós → καλὸς κἀγαθός, kalòs kagathós « beau et bon » (se dit de l'honnête homme).

## En italien
En italien, la crase se produit avec les prépositions a, da, di, in, con, su, per et l'article défini masculin singulier il ou en certains cas avec les articles définis masculins pluriels i et gli.
a il → al
da il → dal
di il → del
in il → nel
con il → col
con i → coi
su il → sul
per il → pel (désuet)
per i → pei (désuet)
per gli → pegli (désuet)

## En portugais
En portugais, la crase se produit avec la préposition a et les outils grammaticaux ; elle se note à l'aide d'un accent grave.
a a → à ;
 a aquela → àquela.
La phrase *vou a a casa do João (« je vais chez Jean ») est écrite et prononcée vou à casa do João, ce qui simplifie l'écriture et la prononciation de la phrase.

## En provençal
En provençal, la crase se produit lors de la succession d’un mot terminé par un i atone et d’un mot commençant par une voyelle. La phrase m’an counta uno istòri estranjo se prononce /mãkũˈtaynisˈtᴐrjεsˈtrãdƷo/. Le groupe uno istòri se réduit à /ynisˈtᴐri/ par simple élision du o atone de uno au profit du i initial de istòri, mais le i final de istòri forme crase avec le e initial de estranjo, donnant à la prononciation la diphtongue /jε/.